# Danny Granville
Daniel Patrick „Danny“ Granville (* 19. Januar 1975 in Islington, London) ist ein ehemaliger englischer Fußballspieler. Er wurde bevorzugt als linker Verteidiger eingesetzt.

## Karriere

### Vereinskarriere
Granville begann seine Profikarriere im Jahr 1999 bei Cambridge United, wo er 99 Spiele absolvierte und einige hochrangige Vereine auf sich aufmerksam machte.
Im Jahr 1999 wechselte er für eine Ablösesumme von 300.000 Pfund zum FC Chelsea. Allerdings verlor er seinen Stammplatz, als Chelsea Graeme Le Saux von den Blackburn Rovers zurückholte. Sein größter Erfolg in dieser Zeit war der Gewinn des Europapokals der Pokalsieger mit Chelsea in der Saison 1997/98 gegen den VfB Stuttgart. Sein einziges Tor erzielte er gegen ŠK Slovan Bratislava.
Im Sommer 1999 wechselte er für 1,6 Millionen Pfund zu Leeds United.
Nach einer erfolgreichen Leihe im Jahr 1999 bei Manchester City wurde er für eine Million Pfund fest verpflichtet. Am Ende wurde er kaum mehr eingesetzt und wurde für einen Monat zu Norwich City verliehen. Er lehnte eine feste Anstellung ab und kehrte stattdessen zu Manchester City zurück.
Im Dezember 2001 wechselte Granville zu Crystal Palace. Er bestritt insgesamt 111 Ligaspiele für Palace, wobei ihm neun Tore gelangen.
In der Saison 2007/08 wechselte er zum Zweitligisten Colchester United. Am Ende der Saison wurde er entlassen.
Am 4. Juni 2008 unterschrieb Granville beim Drittligisten Leyton Orient. Nach knapp einem Jahr wurde er im Juni 2009 vom Manager Geraint Williams entlassen, der ihn zuvor auch als Manager bei Colchester United entlassen hat.
Im Oktober 2009 unterschrieb er einen Vertrag beim Sechstligisten Hemel Hempstead Town.

### Nationalmannschaft
Im Jahr 1997 absolvierte Granville vier Spiele für die Englische U-21-Nationalmannschaft.

## Erfolge
- Europapokal der Pokalsieger: 1992
- Football League First Division: 2002